# یواس‌اس واندالیا (۱۸۲۸)
یواس‌اس واندالیا (۱۸۲۸) (به انگلیسی: USS Vandalia (1828)) یک کشتی بود که طول آن ۱۲۷ فوت ۴ اینچ (۳۸٫۸۱ متر) بود. این کشتی در سال ۱۸۲۸ ساخته شد.